# Curt Agge
Curt Agge Persson, känd under förnamnen Curt Agge, född 28 maj 1929 i Njurunda församling i Västernorrlands län, död 24 februari 2021, var en svensk konstnär.  
Agge studerade konst under studieresor till Västeuropa, Nordafrika och USA. Hans konst består av landskapsmålningar i olja eller gouache med motiv från Stockholms skärgård och fjällvärlden. För Skjebergs rådhus i Norge utförde han en större monumentalmålning. Agge är representerad vid Sundsvalls museum, Hudiksvalls museum, Östersunds museum, Vasa museum och i Tyska statens konstsamling.
Han var sedan 1955 gift med Anna Greta Westman (född 1933).